# Fuerst Set
Fuerst Set è un album di Tal Farlow, pubblicato dalla Xanadu Records nel 1975.

## Tracce
Lato A
1. Jordu – 14:48 (Duke Jordan)
2. Have You Met Miss Jones? – 9:38 (Richard Rodgers, Lorenz Hart)

Durata totale: 24:26
Lato B
1. Out of Nowhere – 15:25 (Johnny Green)
2. Opus De Funk – 8:11 (Horace Silver)

Durata totale: 23:36

## Musicisti
- Tal Farlow - chitarra
- Eddie Costa - pianoforte
- Vinnie Burke - contrabbasso
- Gene Williams - voce[1]